# HD 2507
HD 2507，又名BD+36 66，SAO 53928、HR 110，是一颗恒星，视星等为6.26，位于銀經117.94，銀緯-25.75，其B1900.0坐标为赤經0h 23m 37.9s，赤緯+36° -25.75′ 48″。